# Químicos (canción)
«Químicos» es una canción grabada por la banda mexicana de indie rock Little Jesus. La canción fue escrita por el vocalista del grupo, Santiago Casillas y producida por él mismo. Se lanzó el 5 de diciembre de 2013 como el séptimo track de su primer álbum de estudio Norte.Ha alcanzado más de 14 millones de reproducciones en Spotify.

## Video musical
No se lanzó ningún vídeo musical oficial para «Químicos» pero sí un video con el audio publicado el 17 de junio de 2021 en la plataforma digital YouTube. Ha recibido más de 800,000 mil vistas desde su publicación.

## Lista de canciones

### Descarga digital
| Químicos — Sencillo |            |          |  |
| N.º                 | Título     | Duración |  |
| 1.                  | «Químicos» | 4:26     |  |